# Volo Asiana Airlines 214
Il volo Asiana Airlines 214 è stato un collegamento passeggeri di linea transpacifico proveniente dall'aeroporto Internazionale di Incheon, vicino a Seul, in Corea del Sud, e diretto all'aeroporto Internazionale di San Francisco, negli Stati Uniti d'America. La mattina del 6 luglio 2013, il Boeing 777-200ER che operava il volo entrò in stallo aerodinamico e precipitò al suolo durante l'avvicinamento a San Francisco. Delle 307 persone a bordo, tre morirono; altre 187 rimasero ferite, di cui 49 in modo grave. Tra i feriti gravi c'erano quattro assistenti di volo che erano state sbalzate sulla pista mentre erano ancora legate ai loro sedili quando la sezione di coda si era staccata dopo aver colpito il terrapieno a ridosso della pista. È stato il primo incidente mortale di un Boeing 777 da quando questo tipo di aereo è entrato in servizio nel 1995.
L'indagine del National Transportation Safety Board (NTSB) statunitense ha concluso che l'incidente è stato causato da una cattiva gestione dell'avvicinamento dell'aereo da parte dell'equipaggio. Tra i fattori che hanno contribuito all'incidente sono state citate anche le carenze nella documentazione dei complessi sistemi di controllo di volo della Boeing e nell'addestramento dei piloti dell'Asiana Airlines.

## L'aereo
Il Boeing 777-200ER, registrato HL7742, era spinto da due motori Pratt e Whitney PW4090. Aveva effettuato il suo primo volo il 25 febbraio 2006 ed era stato consegnato nuovo ad Asiana Airlines il 7 marzo. Al momento dell'incidente l'aereo aveva accumulato 37 120 ore di volo e 5 388 cicli di decollo e atterraggio.
Il Boeing 777 ha una buona reputazione in termini di sicurezza. Questo è stato il suo primo incidente mortale, il secondo incidente (dopo il volo British Airways 38) e la terza perdita di un esemplare da quando il 777 iniziò ad operare commercialmente nel 1995.

## Passeggeri e equipaggio

### Equipaggio
L'equipaggio era composto da tre comandanti e un primo ufficiale. Il comandante Lee Jeong-min, 49 anni, seduto al posto di destra (posizione di primo ufficiale), ha ricoperto il doppio ruolo di comandante e controllore/istruttore, responsabile della sicurezza del volo. Aveva 12 387 ore di esperienza di volo, di cui 3 220 sui 777. Questo era il suo primo volo come istruttore.
Lee Kang-kook, 45 anni, era sul sedile di sinistra (posizione di capitano) ed era il pilota ai comandi. Stava ricevendo la formazione IOE (initial operating experience) ed era a metà strada rispetto ai requisiti IOE di Asiana. Aveva 9 793 ore di esperienza di volo, di cui 43 sui 777 in nove voli, e azionava i comandi sotto la supervisione del comandante istruttore.
Al momento dell'incidente, il primo ufficiale di riserva di 40 anni, Bong Dong-won, stava osservando dal sedile rialzato della cabina di pilotaggio. Aveva 4 557 ore di esperienza di volo, di cui 715 sui 777. Il comandante di riserva Lee Jong-joo, 52 anni, occupava un posto di classe business nella cabina passeggeri. Bong Dong-won ha ricevuto cure mediche per una costola rotta; nessuno degli altri piloti ha avuto bisogno di cure ospedaliere.
Quattro assistenti di volo seduti nella parte posteriore sono stati espulsi dall'aereo quando la sezione di coda si è rotta, ma sono sopravvissuti.
A bordo c'erano dodici assistenti di volo, dieci sudcoreani e due tailandesi. Sei assistenti di volo hanno ricevuto cure fisiche ed emotive. Gli altri sei sono tornati in Corea del Sud.

### Passeggeri

La mappa dei posti indicante le tipologie di ferite riportate dagli occupanti dell'aereo.

Wang Linjia e Ye Mengyuan, entrambi cinesi, sono stati trovati morti fuori dall'aereo subito dopo lo schianto dopo essere stati scaraventati fuori durante l'incidente. Nessuna delle vittime indossava le cinture di sicurezza. È probabile che questi passeggeri sarebbero rimasti in cabina e sarebbero sopravvissuti se avessero indossato le cinture di sicurezza. Il 19 luglio 2013, l'ufficio del coroner della contea di San Mateo ha stabilito che Mengyuan era ancora viva prima di essere investita da un veicolo di soccorso e ucciso da un trauma contundente. Il 28 gennaio 2014, l'ufficio del procuratore della città di San Francisco ha affermato che era già morta quando è stata investita.
Un terzo passeggero, Liu Yipeng, è morto per le ferite riportate sei giorni dopo l'incidente al San Francisco General Hospital. Aveva allacciato la cintura di sicurezza ed era seduta nel posto 42A, che si trova nell'ultima fila di sedili passeggeri sul lato sinistro dell'aereo, immediatamente davanti alla porta 4L. Durante l'incidente, lo schienale del sedile di Yipeng ha ruotato all'indietro e contro il pavimento, lasciandola esposta. Le sue ferite furono probabilmente il risultato dell'essere stata colpita dalla porta 4L, che si separò durante l'impatto dell'aereo.
Dieci persone in condizioni critiche sono state ricoverate al San Francisco General Hospital e alcune allo Stanford Medical Center. Nove ospedali della zona hanno ricoverato un totale di 182 feriti. Il capo dei vigili del fuoco di San Francisco ha detto ai giornalisti che tutti a bordo erano stati recuperati.
Dei passeggeri, 141 (quasi la metà) erano cittadini cinesi. Più di 90 di loro si erano imbarcati sul volo Asiana Airlines 362 dall'aeroporto Internazionale di Shanghai Pudong, con coincidenza per il volo 214 a Incheon. Incheon funge da importante punto di collegamento tra la Cina e il Nord America. Nel luglio 2013, Asiana Airlines ha operato tra Incheon (Seoul) e 21 città della Cina continentale.
Tra i passeggeri cinesi c'erano settanta studenti e insegnanti in viaggio negli Stati Uniti per il campo estivo. Trenta studenti e insegnanti provenivano dallo Shanxi e gli altri dallo Zhejiang. Cinque degli insegnanti e 29 studenti provenivano dalla Jiangshan High School di Zhejiang; viaggiavano insieme. Trentacinque studenti dovevano frequentare un campo estivo della West Valley Christian School. Gli studenti dello Shanxi provenivano da Taiyuan, con 22 studenti e insegnanti della scuola secondaria numero cinque di Taiyuan e 14 studenti e insegnanti della scuola di lingue straniere di Taiyuan. I tre passeggeri che morirono facevano parte del gruppo della Jiangshan High School diretto al campo di West Valley.

## L'incidente
Il 6 luglio 2013, il volo OZ214 decollò dall'aeroporto Internazionale di Incheon (ICN) alle 17:04 KST (08:04 UTC), 34 minuti dopo l'orario di partenza programmato. L'atterraggio era previsto all'aeroporto Internazionale di San Francisco (SFO) alle 11:04 PDT (18:04 UTC). Il volo si svolse senza incidenti fino al suo atterraggio.
La guida verticale (pendenza di planata) del sistema di atterraggio strumentale (ILS) sulla pista 28L non era disponibile, poiché era stata messa fuori servizio il 1° giugno ed era stato emesso un avviso in tal senso. Pertanto, un avvicinamento ILS di precisione alla pista non sarebbe stato possibile.
Il volo venne autorizzato ad un avvicinamento visivo alla pista 28L alle 11:21 PDT e la torre di controllo gli disse di mantenere una velocità di 180 nodi (330 km/h) finché l'aereo non si trovasse a 5 miglia nautiche (9,3 km) dalla pista. Alle 11:26, il TRACON ("NorCal Approach") della California settentrionale passò il controllo del volo alla torre di San Francisco. Un controllore rispose alla seconda chiamata dell'equipaggio alle 11:27, quando l'aereo era a 1,3 miglia nautiche (2,4 km) di distanza e diede l'autorizzazione all'atterraggio.

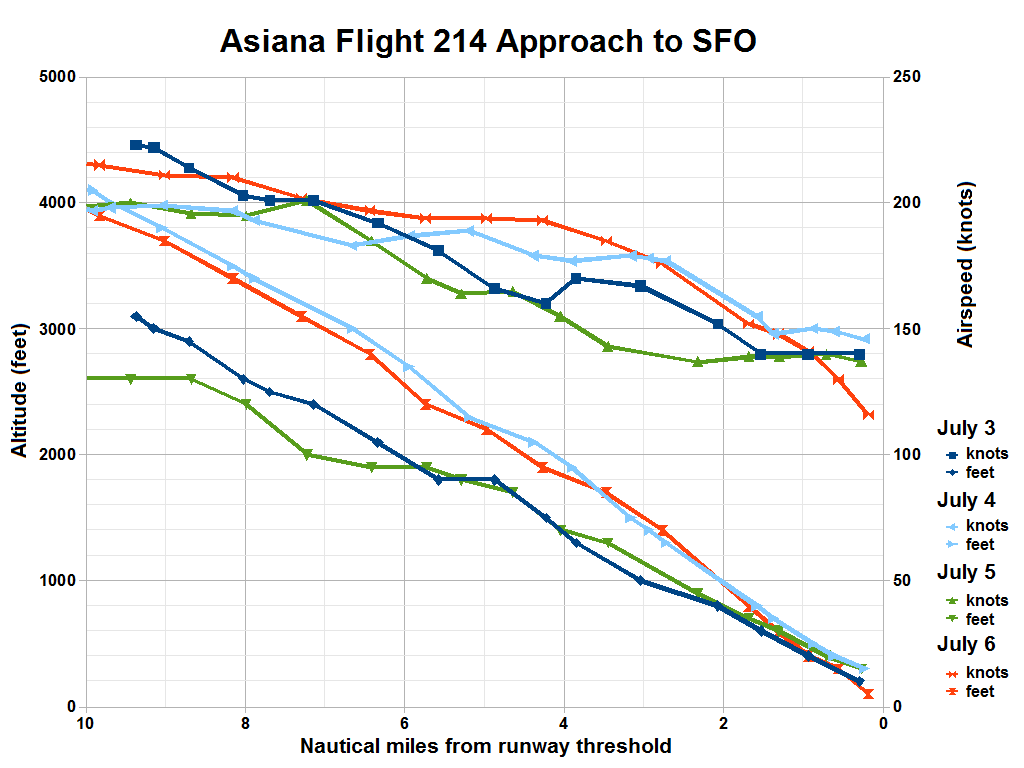
Quattro giorni consecutivi di volo(i) 214 con velocità di avvicinamento finale e percorsi di planata (il volo incidentato del 6 luglio viene mostrato in rosso).

Le condizioni meteorologiche erano ottime; l'ultimo METAR segnalava vento leggero, visibilità di 10 miglia (16 km) (il massimo che può segnalare), nessuna precipitazione e nessuna previsione o segnalazione di wind shear. I piloti eseguirono un avvicinamento visivo assistito dal Precision Approach Path Indicator (PAPI).
L'analisi preliminare indicava che l'avvicinamento dell'aereo era troppo lento e troppo basso. Ottantadue secondi prima dell'impatto, a un'altitudine di circa 1 600 piedi (490 m), il pilota automatico era spento, le manette erano impostate al minimo e l'aereo veniva pilotato manualmente. Sulla base dei dati preliminari del registratore dei dati di volo (FDR), l'NTSB scoprì che la velocità dell'aereo era scesa ben al di sotto della velocità target. Un esame preliminare dei dati radar di ritorno della FAA non mostrava una curva di discesa anormalmente ripida, sebbene l'equipaggio avesse riconosciuto di aver iniziato troppo in alto l'ultima discesa.
Ad un'altezza di 125 piedi (38 m), otto secondi prima dell'impatto, la velocità era scesa ad appena 112 nodi (207 km/h). Secondo i primi rapporti dell'equipaggio della cabina di pilotaggio, l'automanetta dell'aereo era impostata sulla corretta velocità di riferimento, ma fino a quando il Precision Approach Path Indicator (PAPI) della pista non li aveva mostrati significativamente al di sotto del percorso di planata, i piloti non erano consapevoli che l'automanetta non riusciva a mantenere quella velocità. Il pilota istruttore ha dichiarato che il PAPI indicava una deviazione sotto il percorso di planata a circa 500 piedi (150 m) sopra il livello del suolo e ha tentato di correggerla in quel momento. Tra i 500 piedi (150 m) e i 200 piedi (61 m), il pilota segnalò anche una deviazione laterale che tentò di correggere. Sette secondi prima dell'impatto, uno dei piloti chiese di aumentare la velocità. L'FDR mostrava che in quel momento le manette vennero avanzate dal minimo. Il pilota istruttore riferì di aver richiesto un aumento di velocità, ma che il pilota ai comandi (il primo ufficiale) aveva già fatto avanzare le manette. Il suono dello stick shaker (avviso di stallo imminente) venne udito quattro secondi prima dell'impatto sul registratore vocale della cabina di pilotaggio. La velocità raggiunse un minimo di 103 nodi (191 km/h) (34 nodi (63 km/h) al di sotto della velocità target) tre secondi prima dell'impatto, con i motori al 50% di potenza e in aumento. Il copilota richiese una riattaccata 1,5 secondi prima dello schianto. Al momento dell'impatto, la velocità era aumentata a 106 nodi (196 km/h).

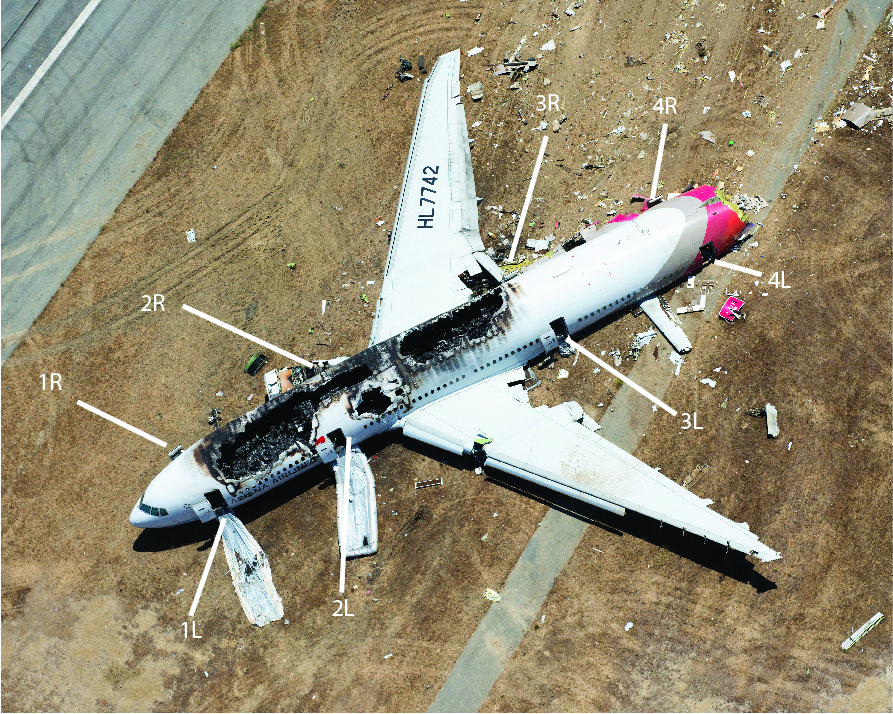
Posizione finale dell'aereo con porte di uscita contrassegnate

Alle 11:28, l'aereo si schiantò poco prima della soglia della pista 28L. Il carrello di atterraggio e poi la coda colpirono la diga che si protende nella baia di San Francisco. Il motore sinistro e la sezione di coda si separarono dall'aereo. L'NTSB osservò che il carrello di atterraggio principale, la prima parte dell'aereo a colpire la diga, "si è separato in modo netto dall'aereo come progettato" per proteggere la struttura del serbatoio del carburante nell'ala. Gli stabilizzatori verticali ed entrambi gli stabilizzatori orizzontali caddero sulla pista prima della soglia.
Il resto della fusoliera e delle ali ruotarono in senso antiorario di circa 330 gradi mentre l'aereo scivolava verso ovest. L'aereo ruotò attorno all'ala e al muso mentre era fortemente inclinato verso il suolo. Si fermò a sinistra della pista, a 730 m dal punto iniziale dell'impatto sulla diga.
Dopo circa un minuto si osservò un pennacchio di fumo scuro che si alzava dai rottami. L'incendio venne ricondotto alla rottura del serbatoio dell'olio sopra il motore destro. L'olio fuoriuscito cadde sul motore caldo e si incendiò. L'incendio non venne alimentato dal carburante. Tutte e tre le maniglie antincendio vennero azionate; queste azionano le apparecchiature di sicurezza destinate allo spegnimento degli incendi dell'aeromobile (una maniglia per ciascun motore e una per l'unità di potenza ausiliaria). La leva degli aerofreni era abbassata, segno che non venne utilizzata.
Due scivoli di evacuazione furono posizionati sul lato sinistro dell'aereo e utilizzati per l'evacuazione. Nonostante i danni all'aereo, gli scivoli della prima e della seconda porta sul lato destro dell'aereo (porte 1R e 2R) si aprirono all'interno dell'aereo durante l'incidente, bloccando gli assistenti di volo seduti nelle vicinanze.
Secondo quanto riportato dalla NBC nel settembre 2013, il governo degli Stati Uniti era preoccupato da decenni per l'affidabilità degli scivoli di evacuazione: "I rapporti federali sulla sicurezza e i database governativi rivelano che l'NTSB ha raccomandato diversi miglioramenti agli scivoli di evacuazione e che la Federal Aviation Administration ha raccolto migliaia di reclami al riguardo". Due mesi prima dell'incidente all'aeroporto di San Francisco, la FAA aveva emanato una direttiva di aeronavigabilità che ordinava di ispezionare il meccanismo di rilascio degli scivoli su alcuni Boeing 777 per individuare e correggere la corrosione che avrebbe potuto interferire con l'apertura degli scivoli.
Questo è stato il terzo incidente mortale nei 25 anni di storia di Asiana.

## Le indagini

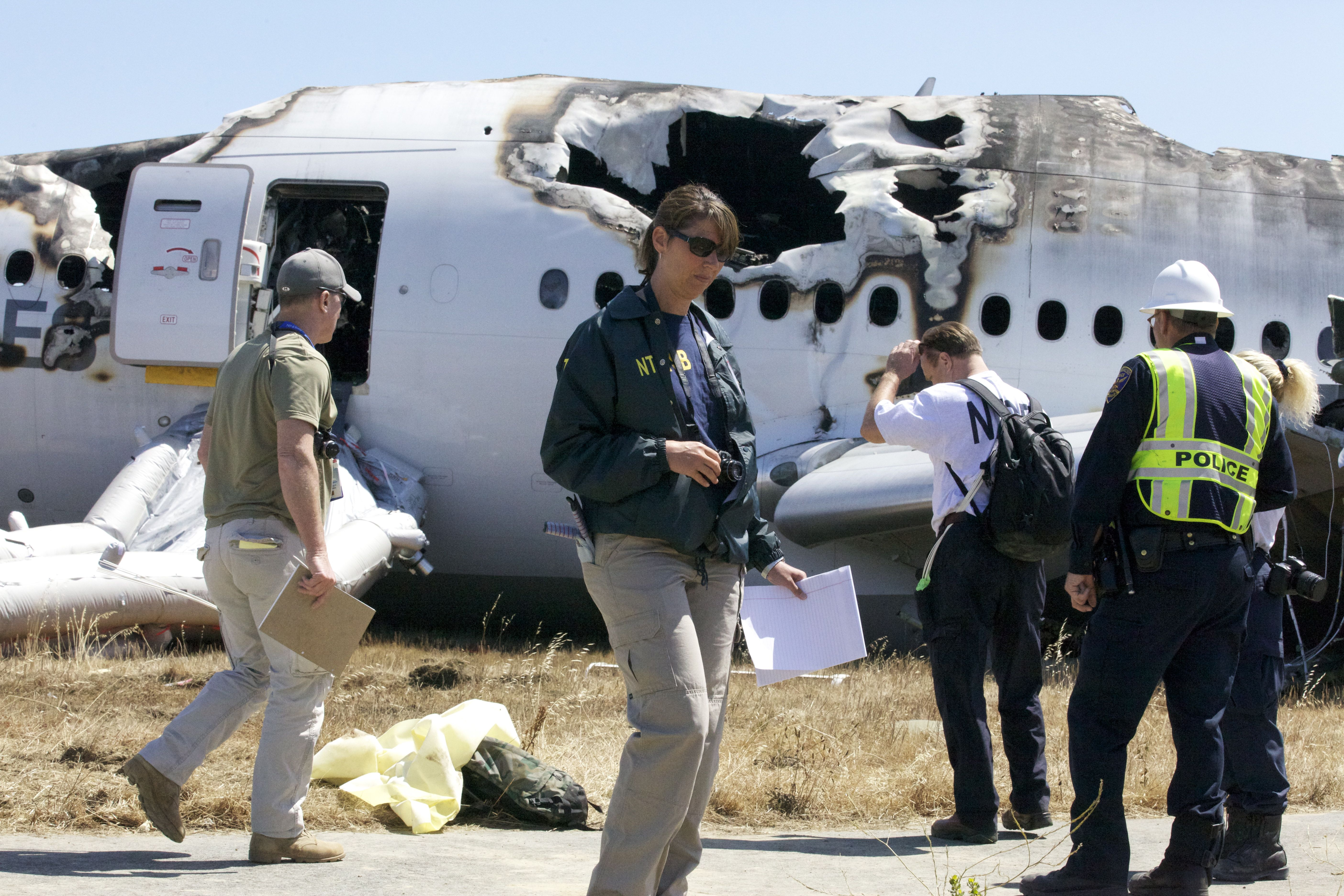
Gli investigatori dell'NTSB sul luogo dell'incidente.

Il National Transportation Safety Board (NTSB) inviò una squadra di 20 persone sulla scena per indagare. Il 7 luglio 2013, gli investigatori dell'NTSB recuperarono il registratore dei dati di volo e il registratore vocale della cabina di pilotaggio e li trasportarono a Washington, per le analisi. Altre parti coinvolte nell'indagine includono la Federal Aviation Administration, il produttore Boeing, il produttore di motori Pratt & Whitney e il Korea Aviation and Railway Accident Investigation Board (ARAIB).
Il presidente del NTSB Hersman ha dichiarato che l'NTSB avrebbe condotto un colloquio di quattro ore con ciascun pilota, aggiungendo che erano stati aperti e collaborativi. Disse che entrambi i piloti ai comandi avevano riposato a sufficienza prima di lasciare la Corea del Sud e durante il volo, quando erano stati sostituiti dall'equipaggio di riserva. Tutti e tre i piloti dissero agli investigatori che facevano affidamento sui dispositivi automatici del 777 per il controllo della velocità durante la discesa finale. Il primo ufficiale di riserva dichiarò agli investigatori dell'NTSB di aver chiamato "sink rate" per richiamare l'attenzione sulla velocità con cui l'aereo stava scendendo durante l'avvicinamento finale. L'avvertimento "sink rate" è stato ripetuto più volte durante l'ultimo minuto della discesa. L'ARAIB effettuò dei test sui piloti per verificare l'uso di droghe quattro settimane dopo l'incidente; i test risultarono negativi.

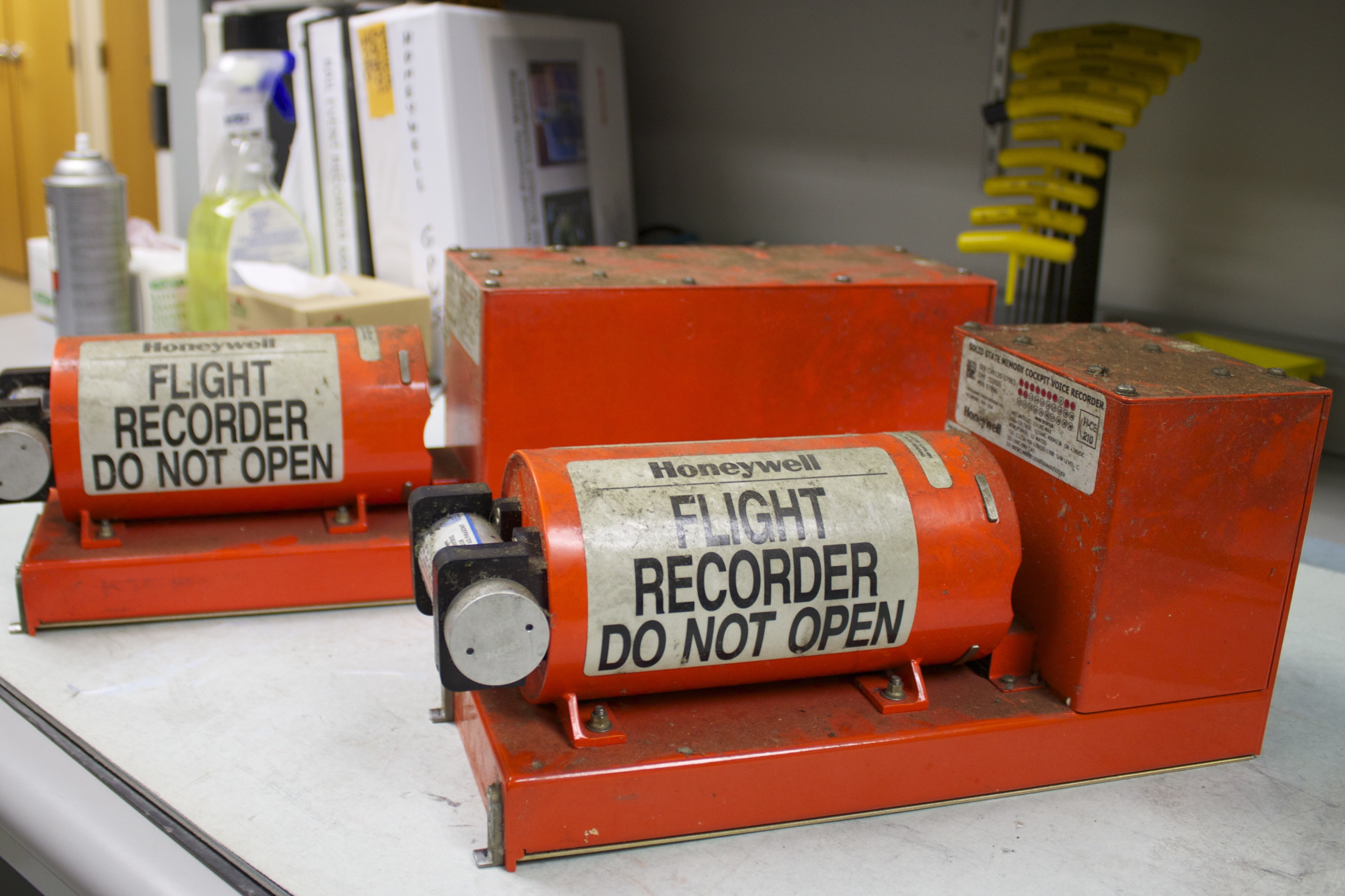
Il registratore dei dati di volo (a sinistra) e il registratore vocale della cabina di pilotaggio sono stati recuperati dall'aereo senza danni.

La squadra investigativa dell'NTSB completò l'esame del relitto dell'aereo e della pista. I detriti vennero rimossi in un luogo di stoccaggio sicuro presso l'aeroporto Internazionale di San Francisco. I gruppi investigativi sui sistemi, sulle strutture, sui propulsori, sulle prestazioni dell'aereo e sul controllo del traffico aereo completarono il loro lavoro sulla scena. Il Flight Data Recorder e il Cockpit Voice Recorder vennero analizzati con successo a Washington. Vennero eseguiti esami sugli scivoli di evacuazione e di altri componenti dell'aereo e un'analisi più dettagliata delle prestazioni dell'aereo. Sulla base di un esame preliminare dei dati del FDR, l'NTSB dichiarò che non vi era alcun comportamento anomalo dei motori, dell'autopilota, del flight director o dell'automanetta. Si scoprì che il controllo della manetta automatica era nella posizione "armata" durante la prima analisi delle leve e degli interruttori della cabina di pilotaggio, differendo dalle posizioni "on" e "off". Inoltre, il flight director del pilota in volo (Primary Flight Display) era disattivato mentre quello del pilota istruttore era attivato (ciò poteva rivelarsi significativo, poiché la disattivazione di nessuno o di entrambi i Flight Director abilita e forza un "risveglio" dell'automanetta mentre la disattivazione di un solo Flight Director inibisce un "risveglio" dell'automanetta).

Il rapporto finale sull'incidente venne pubblicato il 24 giugno 2014. L'NTSB ha riscontrato che la "cattiva gestione dell'avvicinamento e l'inadeguato monitoraggio della velocità dell'aria hanno portato all'incidente del volo Asiana 214". L'NTSB ha stabilito che l'equipaggio di volo ha gestito male l'avvicinamento e che l'aereo era ben al di sopra della traiettoria di volo desiderata. In risposta, il comandante aveva selezionato una modalità di autopilotaggio non appropriata (FLCH, o Flight Level Change) che aveva fatto sì che l'automanetta non controllasse più la velocità dell'aria. L'aeromobile era sceso quindi al di sotto della traiettoria di volo desiderata e l'equipaggio non si era accorto della diminuzione della velocità. Il tentativo di riattaccata era stato condotto sotto i 100 piedi (30 m), quando ormai era troppo tardi. L'eccessiva dipendenza dall'automazione e la mancanza di comprensione dei sistemi da parte dei piloti sono stati citati come fattori principali che hanno contribuito all'incidente.

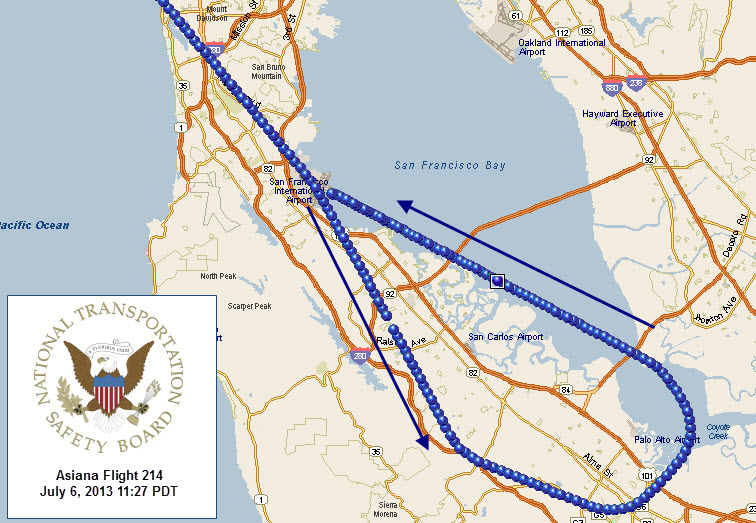
Traiettoria di volo.

L'NTSB ha inoltre stabilito che il modello mentale errato del pilota sulla logica di automazione dell'aereo aveva portato alla disattivazione involontaria del controllo automatico della velocità dell'aria. Inoltre, la politica di automazione di Asiana enfatizzava l'uso completo di tutta l'automazione e non incoraggiava il volo manuale durante le operazioni. L'errata gestione del profilo verticale dell'aereo da parte dell'equipaggio durante la parte iniziale dell'avvicinamento aveva portato a un periodo di aumento del carico di lavoro che aveva ridotto la consapevolezza del pilota al monitoraggio degli strumenti riguardo alle azioni del pilota ai comandi intorno al momento della disattivazione involontaria del controllo automatico della velocità. L'insufficiente monitoraggio della velocità da parte dell'equipaggio durante l'avvicinamento era stato probabilmente causato dall'aumento del carico di lavoro, dalla stanchezza e dalla dipendenza dall'automazione. La mancanza di conformità alle procedure operative standard e la gestione delle risorse dell'equipaggio sono stati citati come ulteriori fattori.

## Conseguenze

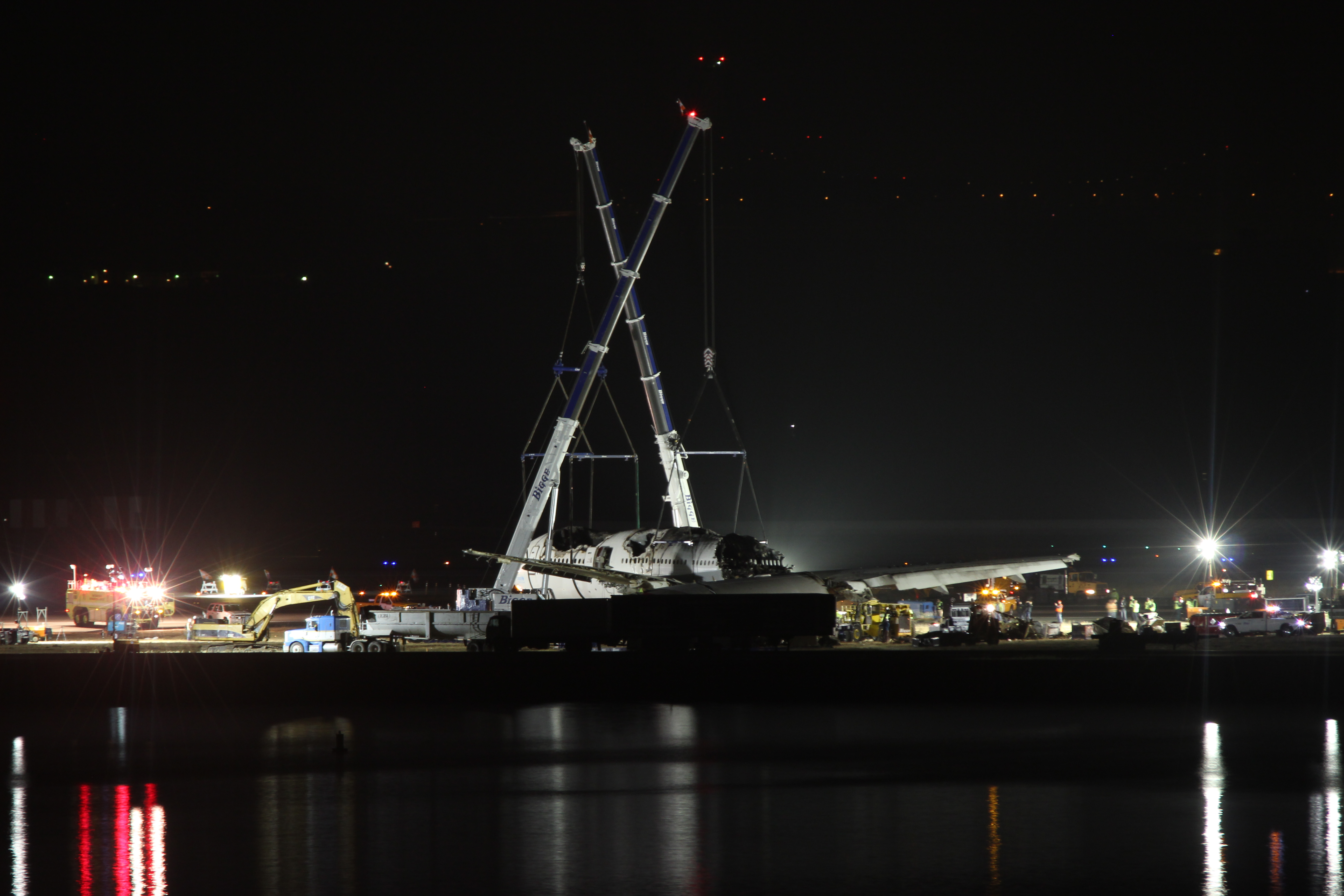
La rimozione del relitto.

L'aeroporto rimase chiuso per cinque ore dopo l'incidente. I voli destinati a San Francisco furono dirottati a Oakland, San Jose, Sacramento, Los Angeles, Portland (OR) e Seattle-Tacoma. Entro le 15:30 PDT, pista 01L/19R e pista 01R/19L (entrambe perpendicolari alla pista dell'incidente) vennero riaperte; la pista 10L/28R (parallela alla pista dell'incidente) rimase chiusa per più di 24 ore. La pista dell'incidente, 10R/28L, venne riaperta il 12 luglio dopo essere stata riparata. Nell'agosto 2013, Asiana rinumerò la sua rotta Seul-San Francisco con il volo OZ212, con una partenza programmata alle 20:40, utilizzando un aereo Airbus A350-900; l'incidente del 6 luglio OZ214 aveva una partenza programmata alle 16:40 utilizzando un Boeing 777-200ER.
Negli Stati Uniti, i test antidroga e alcol sono standard dopo gli incidenti aerei, ma questo non è un requisito per i piloti di aerei registrati all’estero, e i piloti non vennero testati immediatamente dopo l’incidente. La mancanza di test sull'alcol ricevette molta attenzione da parte dell'opinione pubblica e venne discussa criticamente da vari media e politici dopo l'incidente.
L'incidente danneggiò la reputazione di Asiana e quella dell'industria aeronautica della Corea del Sud dopo anni di apparenti miglioramenti dopo una serie di disastri aerei negli anni ottanta e all'inizio degli anni novanta. Il titolo Asiana crollò del 5,8% nel primo giorno di contrattazioni dopo il crollo.

### Risposta da Asiana Airlines
Nelle ore successive all'incidente, il CEO di Asiana Airlines, Yoon Young-doo, dichiarò che la compagnia aveva escluso un guasto ai motori come causa dell'incidente. Successivamente difese l'equipaggio di volo, definendoli "piloti molto esperti e competenti". Il 9 luglio, Yoon si scusò direttamente con i genitori delle due vittime, quindi volò a bordo del volo 214 per San Francisco, la stessa rotta dell'aereo precipitato, per incontrare i funzionari dell'NTSB. Asiana offrì voli per San Francisco alle famiglie delle vittime.
Il 29 luglio 2013, Asiana Airlines annunciò che avrebbe ritirato i numeri di volo 214 e 213 dal 12 agosto 2013. I voli da Incheon a San Francisco e la tratta di ritorno sarebbero d'ora in poi operati rispettivamente come OZ212 e OZ211.
I funzionari di Asiana Airlines affermarono che la compagnia aerea avrebbe migliorato la formazione dei suoi piloti: in particolare, per i piloti che imparano a pilotare diversi tipi di aerei e in varie abilità come l'avvicinamento visivo e il volo con il pilota automatico. I funzionari di Asiana affermarono anche che avrebbero cercato di migliorare le capacità di comunicazione tra i membri dell'equipaggio, che avrebbero introdotto un sistema per gestire il "rischio di affaticamento", che avrebbero creato squadre di manutenzione separate per gli aerei Boeing e Airbus e che avrebbero migliorato i sistemi di gestione della sicurezza.

### La risposta del governo sudcoreano
Funzionari del ministero dei trasporti sudcoreano ordinarono a Korean Air e Asiana di controllare i motori e le attrezzature di atterraggio su tutti i 48 dei loro Boeing 777 e annunciarono che il governo avrebbe condotto ispezioni speciali sugli otto vettori della nazione fino al 25 agosto 2013. "Le misure potrebbero includere [cambiando] le regole sui voli di addestramento, se necessario", ha detto ai giornalisti il viceministro dell'aviazione civile Choi Jeong-ho. I funzionari affermarono anche che la Corea del Sud non aveva avuto incidenti aerei mortali tra il dicembre 1999 e lo schianto del luglio 2011 di un aereo cargo Asiana.

### Cause legali
Il 15 luglio 2013, due passeggeri coreani intentarono una causa contro Asiana Airlines presso un tribunale federale della California per "una vasta litania di errori e omissioni" e addestramento e supervisione inadeguati dell'equipaggio. Lo stesso giorno, 83 passeggeri presentarono una petizione a Chicago, adducendo un possibile guasto del sistema dell'automanetta e un malfunzionamento degli scivoli di evacuazione e delle cinture di sicurezza. Il 9 agosto 2013 venne intentata un'ulteriore causa contro Asiana Airlines e Boeing Aircraft Company. Oltre ai presunti difetti, le cause si concentravano sulla formazione fornita all'equipaggio di Asiana.
Settantadue passeggeri raggiunsero un accordo non rivelato, depositato presso il tribunale federale degli Stati Uniti il 3 marzo 2015. Lo stesso giorno, il Los Angeles Times riferì che "almeno 60 cause contro la compagnia aerea depositate nel distretto settentrionale della California ... non avevano raggiunto accordi" e "decine di richieste di risarcimento erano state presentate contro la compagnia aerea in Cina e Corea del Sud e contro Boeing in un tribunale statale dell'Illinois".

### Multe
Il 25 febbraio 2014, il Dipartimento dei Trasporti degli Stati Uniti d'America ha multato Asiana Airlines per 500.000 dollari per non aver tenuto le vittime e i loro familiari adeguatamente informati.

## Nella cultura di massa
Il volo Asiana Airlines 214 è stato analizzato nella puntata Terrore a San Francisco della quindicesima stagione del documentario Indagini ad alta quota trasmesso da National Geographic Channel.